# 阿拉斯加的因诺森特

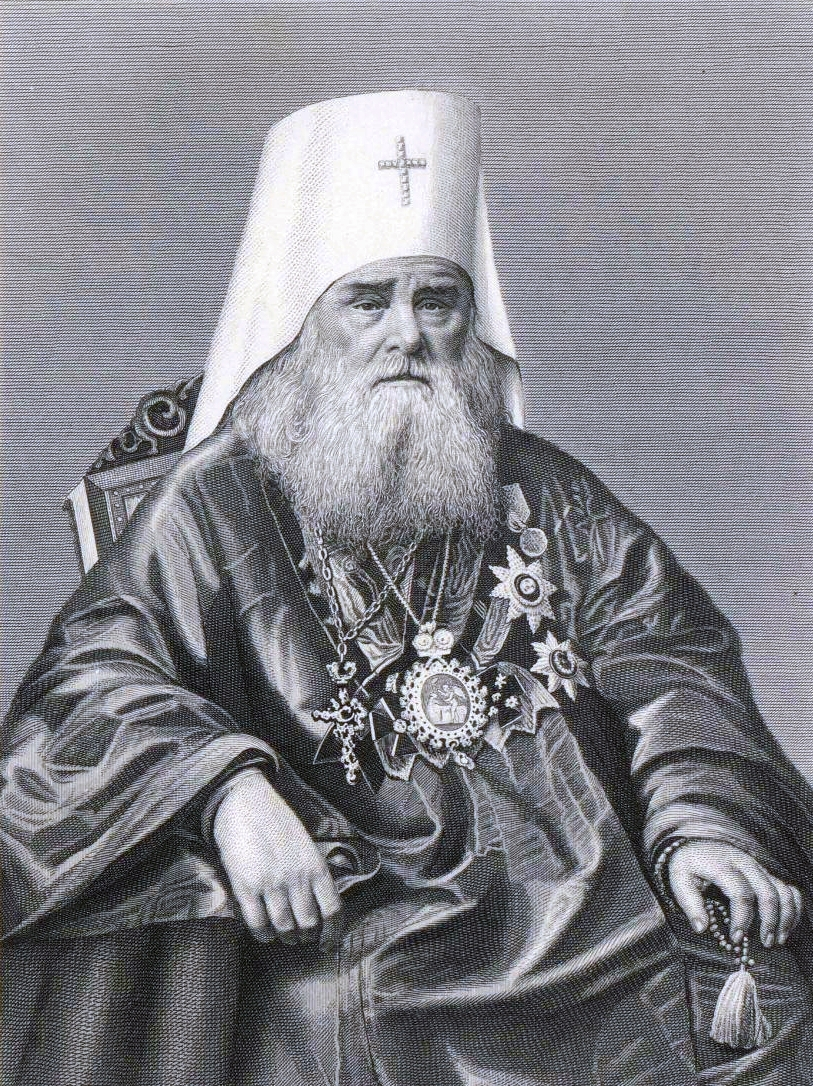
阿拉斯加的因诺森特

阿拉斯加的因诺森特（俄語：  Иннокентий；1797年8月26日– 1879年4月12日）是一位俄罗斯正教会传教士。19世纪，他在俄屬美洲和俄罗斯远东地区传教，他也因此成为美洲第一位东正教主教和總主教。